# 盧淑儀 (加拿大)
盧淑儀（英文名：英語：，1978年9月26日—），华裔加拿大人，1996年參加多倫多華裔小姐競選奪得冠軍，繼而在1997年代表多倫多參加國際華裔小姐競選奪冠。她與香港著名歌手李克勤的太太盧淑儀同名，但並非同一個人。當選國際華裔小姐奪得冠軍後，她投入了演藝工作，曾經與她演出的著名影星由香港著名演員吳彥祖，以至荷里活著名動作影星史蒂芬·席格。2007年她和男朋友參加了AXN電視節目极速前进亚洲版2，首集已於2007年11月22日播出。  

## 獎項
- 1996年多倫多華裔小姐競選冠軍
- 1997年國際華裔小姐競選冠軍

## 演出作品
- 跑馬地的月光（2000）
- 重裝警察（2001）
- 月滿抱西環（2001）
- 7號差館（2001）
- 風流家族（2002）
- 乾柴烈火（2002）
- 夏日殺手（2002）
- 這個夏天有異性（2002）
- 赤裸特工（2002）
- 手足情深（2002）
- 賭俠2002（2002）
- 殺手狂龍 (2002)
- 偷窺無罪II之誘人犯罪（2003）
- 非典人生（2003）
- （2003）
- 我的大嚿父母（2004）
- 煎釀叄寶（2004）
- 墨斗先生（2004）
- Legacy（2007）

## 外部連結
- 盧淑儀在互联网电影资料库（IMDb）上的資料（英文）（英文）
- 在AllMovie上盧淑儀的頁面（英文）
- 盧淑儀在香港影庫上的簡介
- 盧淑儀在豆瓣上的资料（简体中文）
- 盧淑儀在时光网上的簡介（简体中文）